# Dettenschwang
Dettenschwang ist ein Ortsteil des Marktes Dießen am Ammersee und eine Gemarkung im oberbayerischen Landkreis Landsberg am Lech.

## Geografie
Das Pfarrdorf Dettenschwang liegt circa sechs Kilometer westlich von Dießen am Ammersee auf einem Höhenrücken in einer eiszeitlichen Jungmoränenlandschaft. 
Westlich des Pfarrdorfes fließt die Windach in einem flachen Tal, südlich erstreckt sich der Forst Bayerdießen.
Auf der Gemarkung liegen Dettenschwang, Oberhausen, Unterhausen, Abtsried und Wolfgrub.

## Geschichte
Das Pfarrdorf wird erstmals 1052 als Taidingiswanch erwähnt, der Ortsname stammt vom althochdeutschen Wort für Gerichtsversammlungsort: Tagedinc.
Ab 1065 wird mit Routpert de Tagedineswank ein Ortsadel erwähnt, dieser soll seinen Sitz an Stelle des heutigen Pfarrhofes gehabt haben. 
Der Ortsname wandelt sich schließlich von Tadiswank 1129 über Tettenswank 1432 zu Tettenschwang um 1500.
Im Jahr 1552 und bis zur Säkularisation 1803 sind die größten Eigentümer in Dettenschwang das Kloster Wessobrunn mit 18 Anwesen, das Hl. Geist Spital Landsberg mit 12 Anwesen, das Pfarrwiddum mit 10½ Anwesen, die Pfarrkirche mit 4½ Anwesen, die Gemeinde Dettenschwang mit drei Anwesen, der bayerische Kurfürst, die Pfarrkirche Wessobrunn und das Pfarrwiddum Thaining mit je zwei Anwesen, sowie das Kloster Andechs und die Pfarrkirche Thaining mit je einem Anwesen.
Im Jahr 1704 fielen kaiserliche Truppen in der Gegend um Dettenschwang ein, diese wurden jedoch östlich von Wolfgrub durch kurfürstliche Truppen aus Landsberg vernichtend geschlagen.
Das Pfarrdorf gehörte zum Mitteramt des Landgerichtes Landsberg, 1752 werden 58 Anwesen gezählt.
Im Jahr 1802 erwarb die Gemeinde Dettenschwang im Zuge der Säkularisation die 428 Tagwerk große Schwaige Thann samt Schlößchen vom Kloster Dießen. Von der Schwaige und dem Schlößchen auf dem Schloßberg ist heute nichts mehr zu erkennen.
Im Zuge der Verwaltungsreformen in Bayern entstand mit dem zweiten Gemeindeedikt von 1818 die Gemeinde Dettenschwang im Landgericht Landsberg.
1875 gab es einen Grossbrand, dem 31 Wohnhäuser, die Pfarrkirche und das Pfarrhaus zum Opfer fielen. 
Ab 1877 wurden neue Hausnummern eingeführt, 1882 die Verbindungsstraße zur Staatsstraße Dießen–Rott errichtet. Auch ein Armenhaus wurde 1887 eingerichtet, 1907 folgte der Anschluss der ersten Telefone.
Im Ersten Weltkrieg waren in Dettenschwang 26, im Zweiten Weltkrieg 15 Gefallenen zu beklagen, von diesen zeugt heute noch ein Kriegerdenkmal in der Ortsmitte.
Nach dem Zweiten Weltkrieg wurden dem kleinen Ort 270 Heimatvertriebene zugewiesen, von denen jedoch 1970 nur noch 33 in Dettenschwang ansässig waren.
Bei der 1962 begonnenen Flurbereinigung wurde unter anderem die Windach begradigt, die Gesamtkosten betrugen 2,3 Millionen DM.
Dettenschwang war bis zur Eingemeindung nach Dießen am Ammersee am 1. Januar 1972 eine eigenständige Gemeinde mit einer Gemeindefläche von etwa 1242 Hektar und den Orten Dettenschwang, Oberhausen, Unterhausen, Abtsried und Wolfgrub.

## Sehenswürdigkeiten
In Dettenschwang befindet sich die Kirche St. Nikolaus. Diese wurde 1516 vom Kloster Wessobrunn erbaut und in den Jahren 1741–1746 von Joseph Schmuzer aus Wessobrunn erweitert. 

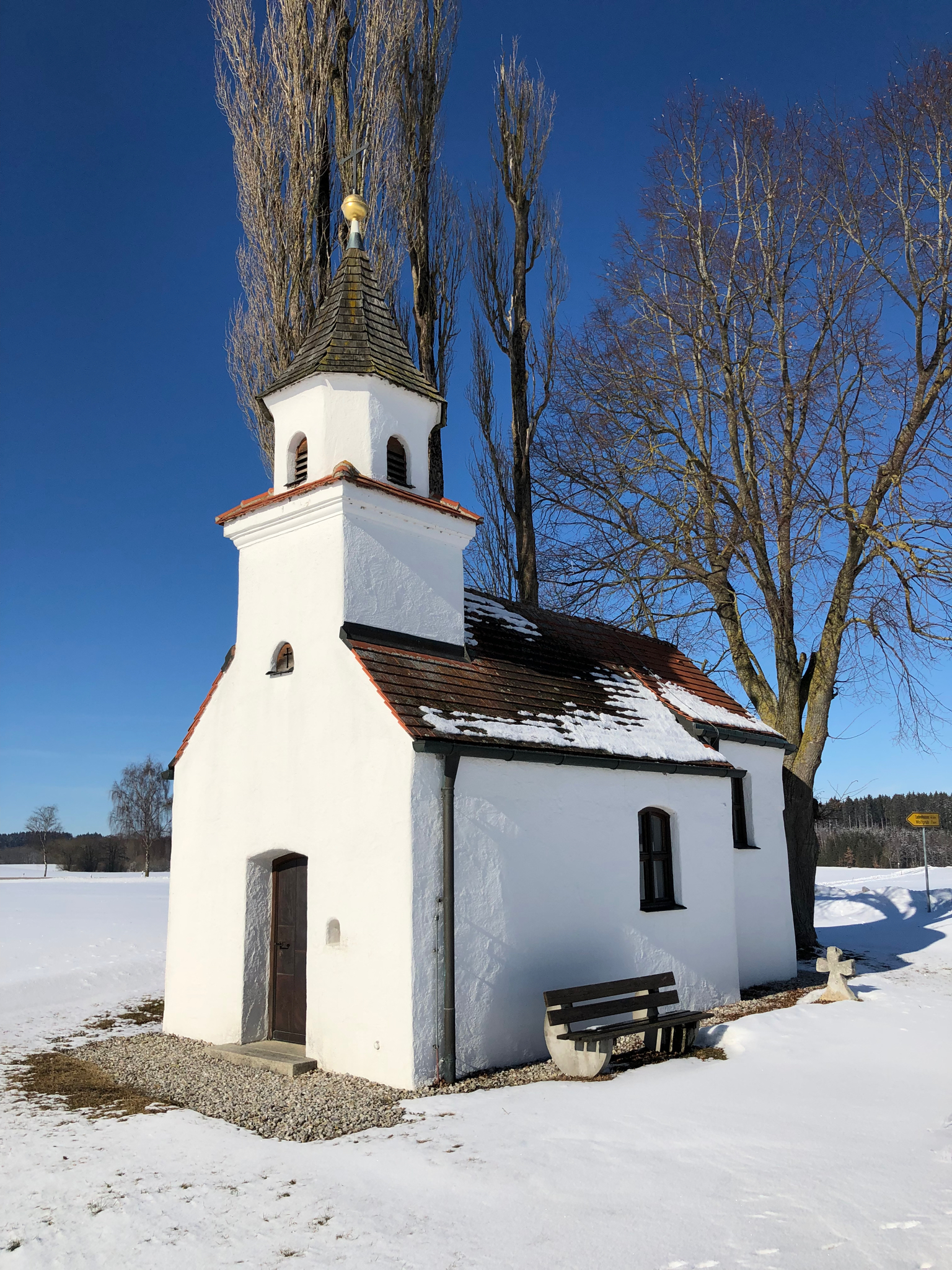
Kapelle Maria Einsiedel

Nach dem Brand im Jahr 1875 wurde die Kirche fast vollständig neu errichtet. Die Innenausstattung wurde dabei aus mehreren Kirchen zusammengetragen. Die Altäre stammen von Johann Mayr aus Landsberg, die Apostelfiguren von Johann Luidl ebenfalls aus Landsberg.
Westlich des Ortes befindet sich außerdem die Kapelle Maria Einsiedel von 1708. Im Jahr 1834 wurde sie zur heutigen Form erweitert, unmittelbar neben der Kapelle befindet sich ein steinernes Sühnekreuz von 1737.
Siehe auch: Liste der Baudenkmäler in Dettenschwang

## Bodendenkmäler
Siehe: Liste der Bodendenkmäler in der Gemarkung Dettenschwang